# Galské císařství
Galské císařství neboli Galská říše (latinsky Imperium Galliarum) jsou historická označení pro státní celek, který vznikl v době krize ve 3. století n. l. z odtržených provincií Římské říše. Útvar existoval v letech 260-274. Vládce si nárokoval císařský trůn v Římě.
V důsledku invaze barbarů a nestability v Římě využil Postumus (patrně lokální místodržitel provincií) situace a roku 260 se prohlásil císařem. Pod jeho vládu spadalo území římských provincií Germánie, Galie, Británie a Hispánie. Po zavraždění Postuma v roce 268 ztratilo císařství mnoho ze svého území. Oblast získal zpět císař Aurelián po bitvě u Chalons v roce 274.